# South South West
South South West is een Surinaamse muziekgroep die bestaat uit tien tot twaalf artiesten. De groep speelt in de stijlen bubbling, merengue, reggaeton, soca, kaseko en Surinaamse popmuziek.
South South West werd op 1 januari 1983 opgericht door Errol de la Fuente (zang), Martin Resosemito (Boggel, zang en gitaar), Glenn Teixeira (basgitaar) en Albert Calor (drums). De manager is in al die jaren John Lie A Kwie gebleven. De groep heeft verder bestaan uit onder meer Aidah Amatstam (1995-2004) en Xaviera Ramrattansing (2015 - circa 2017).
De groep is van invloed geweest op andere Surinaamse artiesten, zoals zanger Bryan Muntslag die de muziek van South South West in 2018 in zijn galaconcert opnam als eerbetoon van muziek die van invloed is geweest op zijn carrière.
South South West treedt op tijdens evenementen en festivals in Suriname, zoals in het André Kamperveenstadion, tijdens het Paasfeest en Owru Yari, en bij bijeenkomsten van deverse politieke partijen. De groep trad in 2007 op in Raymann is Laat en is af en toe voor optredens in Nederland.